# Microsoft Azure

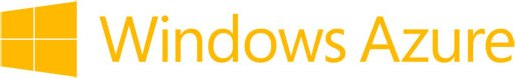
Siglă Windows Azure 2012

Microsoft Azure, sau simplu Azure, este platforma de cloud computing dezvoltată de Microsoft. Aceasta oferă managementul, accesul și dezvoltarea aplicațiilor și serviciilor pentru persoane fizice, companii și guverne prin intermediul infrastructurii sale globale. Oferă capabilități care, de obicei, nu sunt incluse în alte platforme de cloud, inclusiv software ca serviciu (SaaS), platformă ca serviciu (PaaS) și infrastructură ca serviciu (IaaS). Microsoft Azure suportă numeroase limbaje de programare, instrumente și cadre de dezvoltare, atât proprii Microsoft, cât și ale unor terți. Microsoft Azure utilizează virtualizarea la scară largă în centrele de date Microsoft din întreaga lume și oferă peste 600 de servicii.
Azure a fost prezentat pentru prima dată la Professional Developers Conference (PDC) în octombrie 2008 sub numele de cod „Project Red Dog”. A fost lansat oficial ca Windows Azure în februarie 2010 și redenumit ulterior Microsoft Azure pe 25 martie 2014.
În ianuarie 2025, Microsoft a anunțat planuri de a investi 80 de miliarde de dolari în inteligență artificială și centre de date ca parte a bugetului pentru anul fiscal 2025. Această investiție are scopul de a îmbunătăți scalabilitatea și performanța infrastructurii cloud Azure, care susține aplicații bazate pe inteligență artificială, inclusiv servicii dezvoltate în parteneriat cu OpenAI.

## Istoric
- 2005 – Microsoft cumpără Groove Networks ce inițiază dezvoltarea unui sistem de operare cloud.
- Octombrie 2008 – Lansare Windows Azure Platform.[7]
- Martie 2009 – Lansare SQL Azure (bază de date relațională).
- Noiembrie 2009 – Suport PHP, Java, CDN.
- 1 februarie 2010 – Lansare comercială Windows Azure Platform.[8]
- Octombrie 2010 – Lansare Azure Connect.
- Decembrie 2011 – Apare Traffic Manager și rapoarte SQL
- Iunie 2012 – Suport site-uri web și mașini virtuale pe Azure.
- Aprilie 2014 – Redenumire din Windows Azure în Microsoft Azure.
- Iulie 2014 – Previzualizare publică Azure Machine Learning.[9]
- Septembrie 2015 – Lansare Azure Cloud Switch.[10]
- Decembrie 2015 – Lansare portal Azure ARM (nume de cod „Ibiza”).[11]
- Martie 2016 – Azure Service Fabric devine disponibil public (Servicii micro la scară mare).
- 15 noiembrie 2016 – Lansare oficială Azure Functions (Cod fără server).
- 10 mai 2017 – Lansare oficială Azure Cosmos DB (Bază de date globală).[12]
- 7 mai 2018 – Lansare oficială Azure Maps (Hărți și locații în aplicații).[13]
- 10 octombrie 2018 – Microsoft se alătură rețelei Open Invention Network.[14]
- 17 ianuarie 2023 – Azure OpenAI Service devine disponibil public.[15]

## Sigle

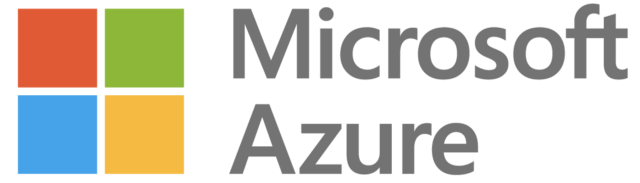
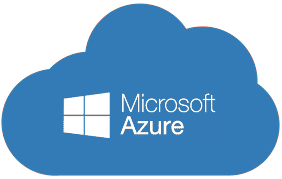
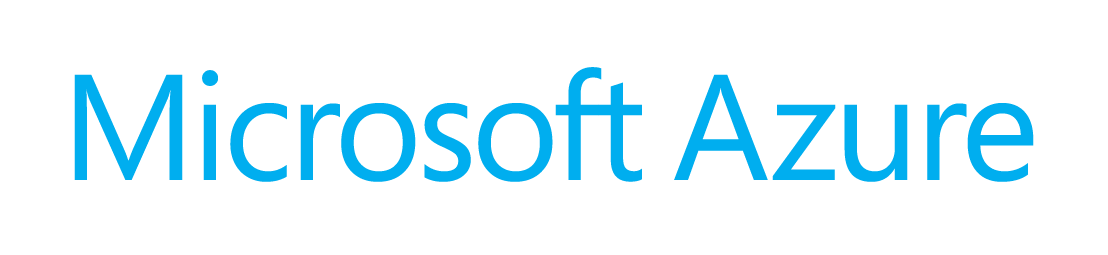